# Józef Zaliwski

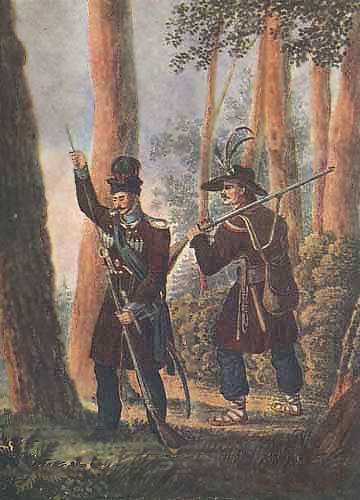
„Kurpiki ostrołęckie” ppłk. Józefa Zaliwskiego

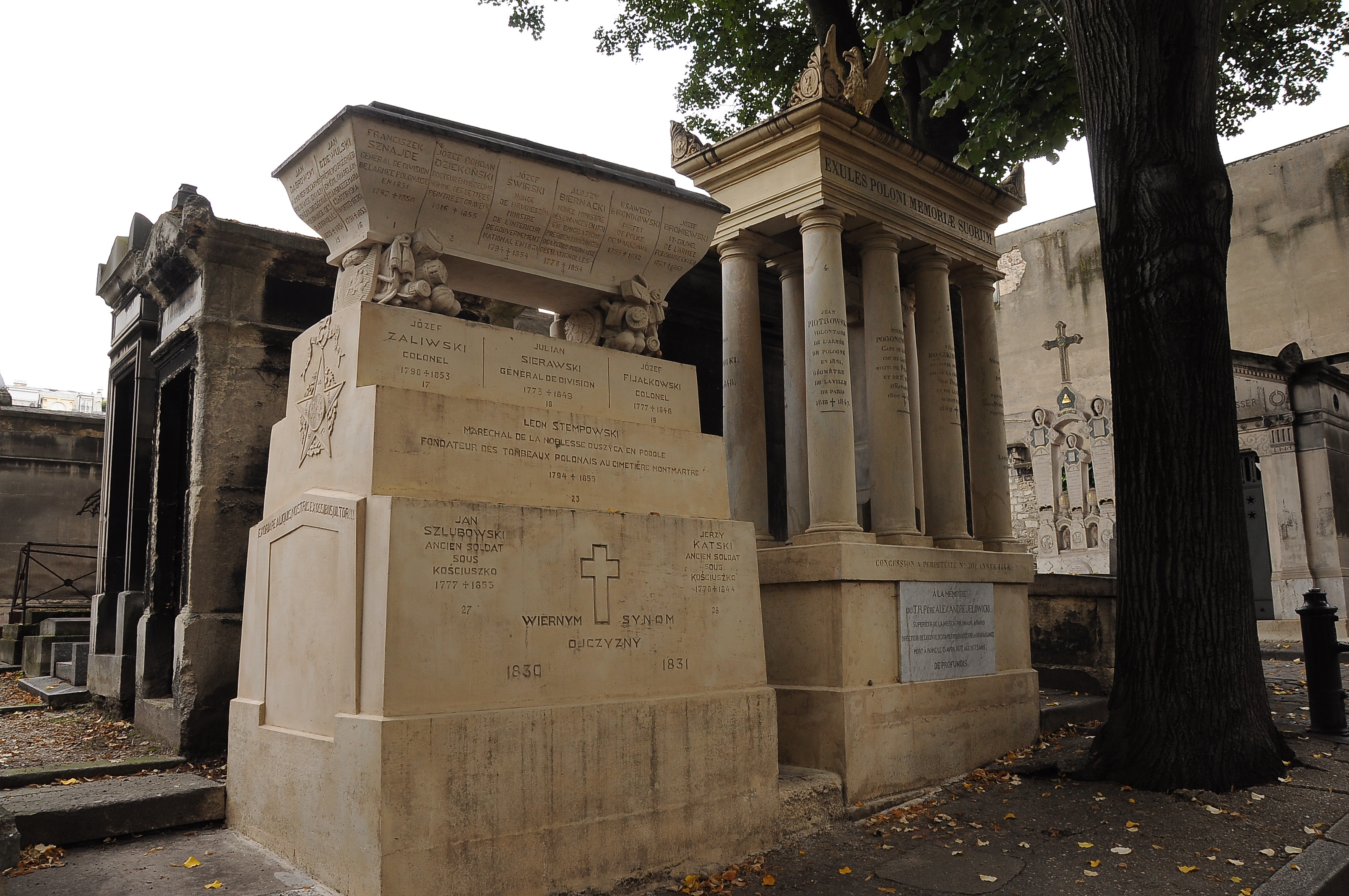
Grób Józefa Zaliwskiego na cmentarzu Montmartre (po lewej stronie)

Józef Zaliwski herbu Junosza (ur. 1797 w Jurborku, zm. 1 kwietnia 1855 w Paryżu) – polski działacz niepodległościowy, pułkownik armii Królestwa Polskiego, konspirator, ekspert w sprawach wojny podjazdowej i organizator partyzantki.

## Życiorys
Urodził się w Jurborku. Był wychowankiem jezuitów. W 1818 roku wstąpił do piechoty Królestwa Polskiego. Był instruktorem w Szkole Podchorążych w Warszawie.
Jeden z współtwórców Sprzysiężenia Wysockiego. W czasie nocy listopadowej kierował atakiem na warszawski Arsenał. Był jednym z najwybitniejszych polskich dowódców partyzanckich w 1831 roku oraz ekspertem w sprawach wojny podjazdowej. Sformował oddział tzw. „Kurpików ostrołęckich”, który operując z Puszczy Zielonej skutecznie przecinał linie zaopatrzenia armii rosyjskiej. W obronie stolicy nie brał udziału, ponieważ pełnił wtedy misję wywiadowczą pod Górą Kalwarią.
Po upadku powstania listopadowego udał się na emigrację do Francji. Związał się z masonerią europejską, współpracował z Joachimem Lelewelem i tajną organizacją Zemstą Ludu.
W marcu 1833 roku organizował oddziały powstańcze. Miały one być zarzewiem dla wywołania nowego powstania, w które planowano wciągnąć przede wszystkim masy ludu polskiego. Próby te na większą skalę nie powiodły się. W rezultacie tych mało przemyślanych działań nastąpiły aresztowania w Królestwie i Galicji. Wiele osób przypłaciło wyprawy życiem lub katorgą. Na północy Królestwa za próbę wzniecenia powstania straceni zostali Artur Zawisza (w Warszawie) i Michał Wołłowicz (w Grodnie). Zaliwski został aresztowany przez Austriaków i skazany na karę śmierci, zamienioną na 20 lat więzienia w twierdzy Kufstein. W 1834 roku skazany przez władze rosyjskie na powieszenie za udział w powstaniu listopadowym. Po amnestii w 1848 roku wyjechał ponownie do Francji i działał w Towarzystwie Demokratycznym Polskim. Zmarł w Paryżu.
Pochowany na Cmentarzu Montmartre.

## Józef Zaliwski w filmie
Józef Zaliwski występuje w polskim filmie biograficznym Młodość Chopina (1952) w reżyserii Aleksandra Forda. Jego rolę grał Emil Karewicz.